# Spoorlijn Stiens - Harlingen
De spoorlijn Stiens - Harlingen is de voormalige spoorlijn die het Friese Stiens met Harlingen verbond.
Samen met de spoorlijn Tzummarum - Franeker was deze spoorlijn de westelijke tak van het net van de Noord-Friesche Locaalspoorweg-Maatschappij, die ook de aansluitende spoorlijn in Stiens had aangelegd. Het betrof hier de spoorlijn Leeuwarden - Anjum, ook wel Dokkumer lokaaltje genoemd.

## Geschiedenis
De eerste trein reed op 2 december 1902 naar Tzummarum. Op 1 oktober 1903 werd de lijn tot Midlum-Herbayum geopend, tegelijk met de spoorlijn Tzummarum - Franeker. Vanaf 2 mei 1904 was de hele lijn in gebruik.
Op 1 januari 1935 werd de NFLS door de Staat genationaliseerd en gingen de lijnen over naar de Nederlandse Spoorwegen (NS).
Door de komst van de autobus en de vrachtwagen werd de spoorlijn steeds minder gebruikt. Op 15 mei 1935 werd de reizigersdienst tussen Tzummarum en Harlingen gestaakt, en vanaf 15 mei 1936 reden ook de treinen tussen Stiens en Tzummarum niet meer.

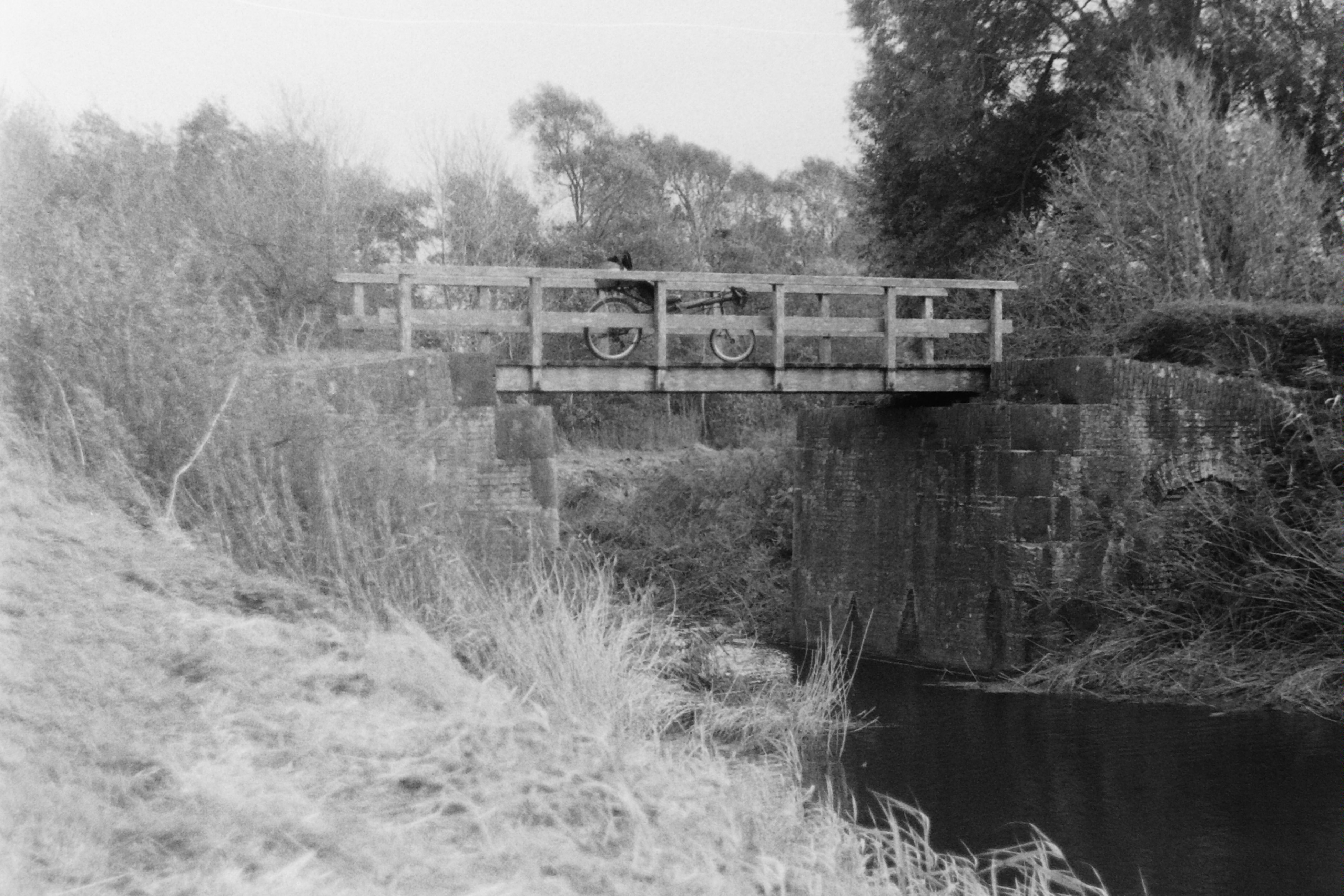
De voormalige spoorbrug over de opvaart van de Sexbierumervaart bij Sexbierum
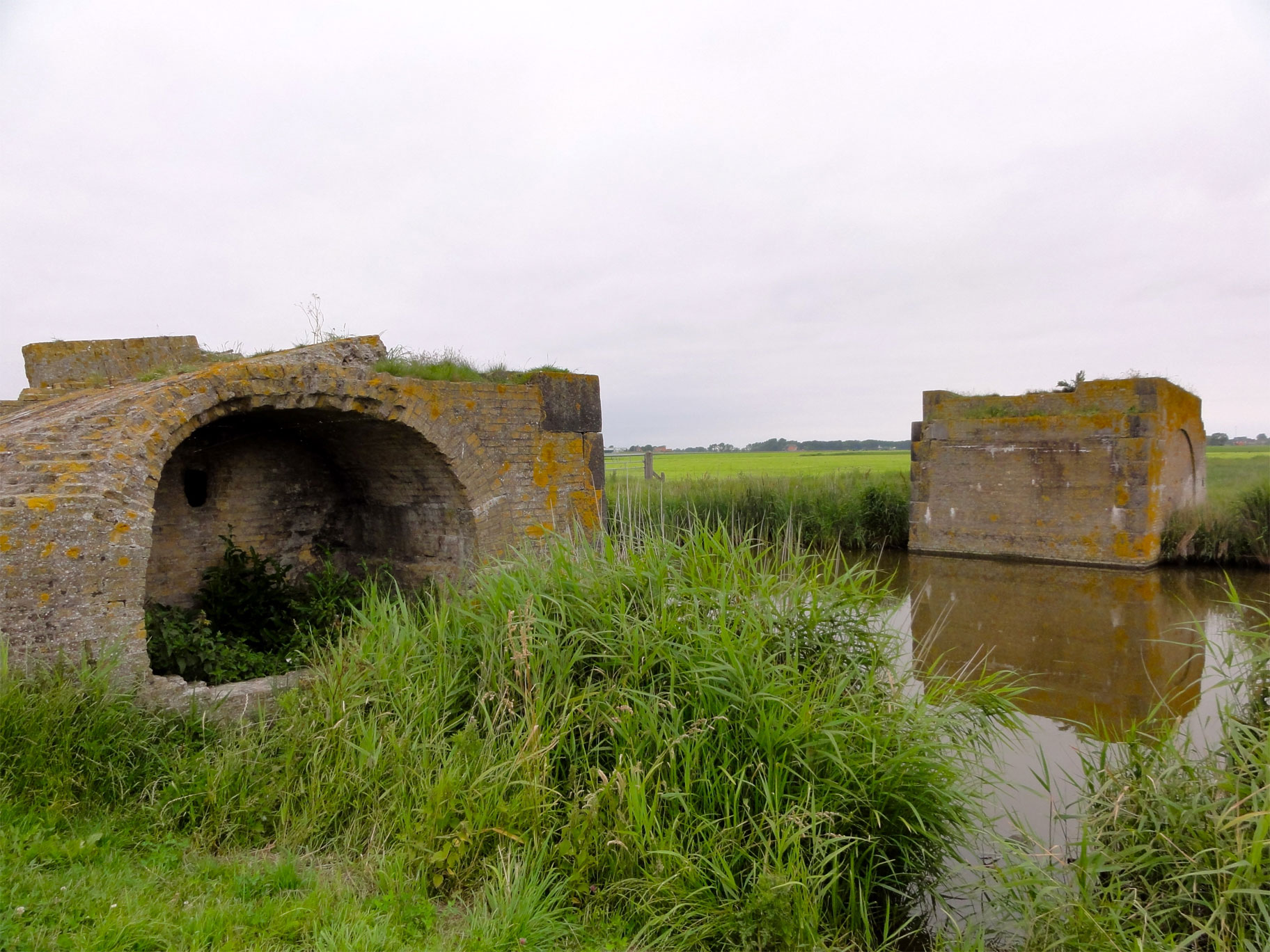
Restanten van de spoorbrug over de Sexbierumervaart
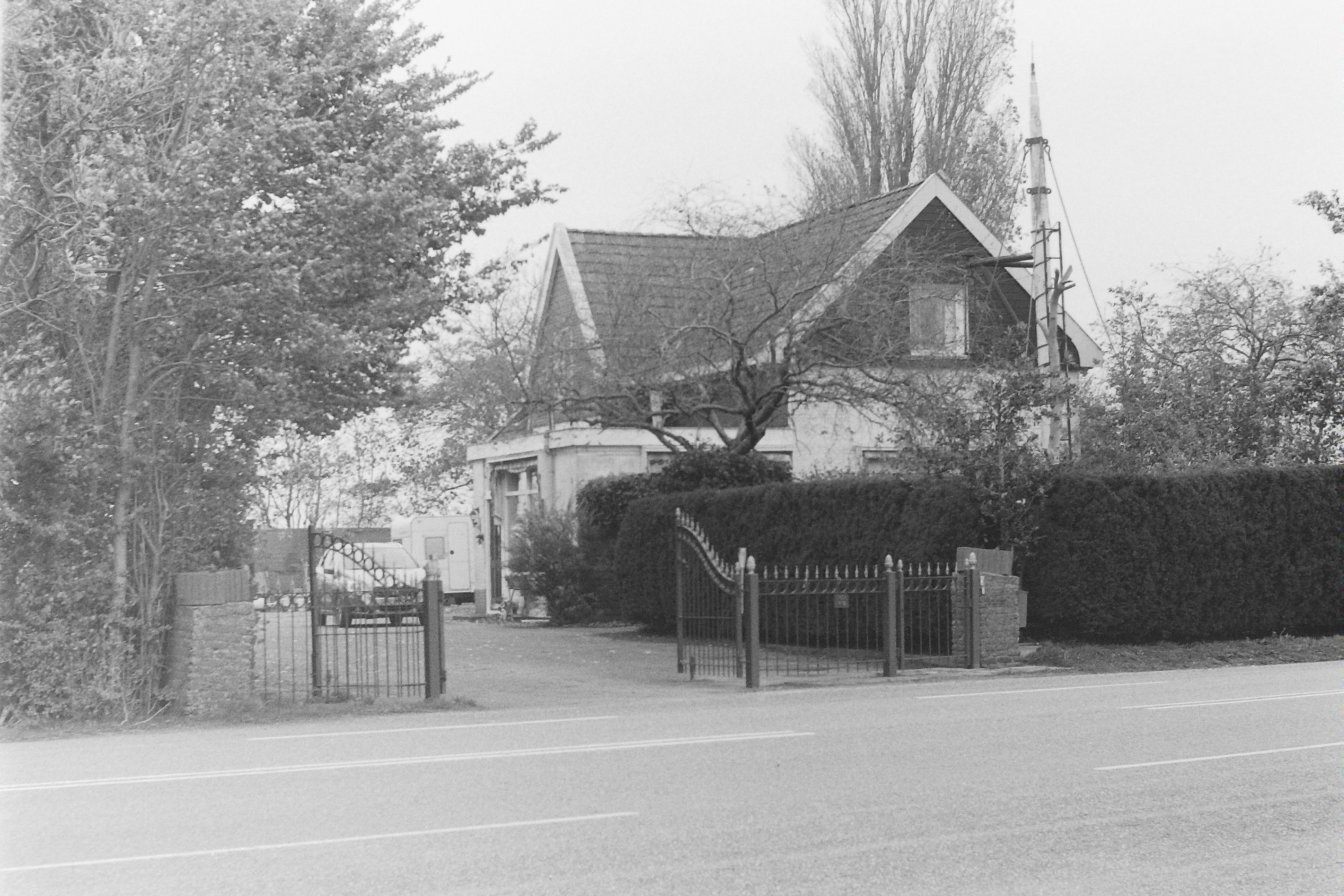
Station Midlum-Herbaijum